# Zagorzyce (Petite-Pologne)
Pour les articles homonymes, voir Zagorzyce.
Zagorzyce est une localité polonaise de la gmina et powiat de Miechów en voïvodie de Petite-Pologne.